# مونتيير (ميزوري)
مونتيير (بالإنجليزية: Montier)‏ هي إحدى المجتمعات الفردية (غير مصنفة) في ولاية ميزوري في الولايات المتحدة الأمريكية.